# Kristin M. Furrier
Magyarné Szűcs Krisztina (született Szűcs Krisztina, 1978. március 18. – ) Szentesen. Magyar író, ifjúsági és szépirodalmi író.

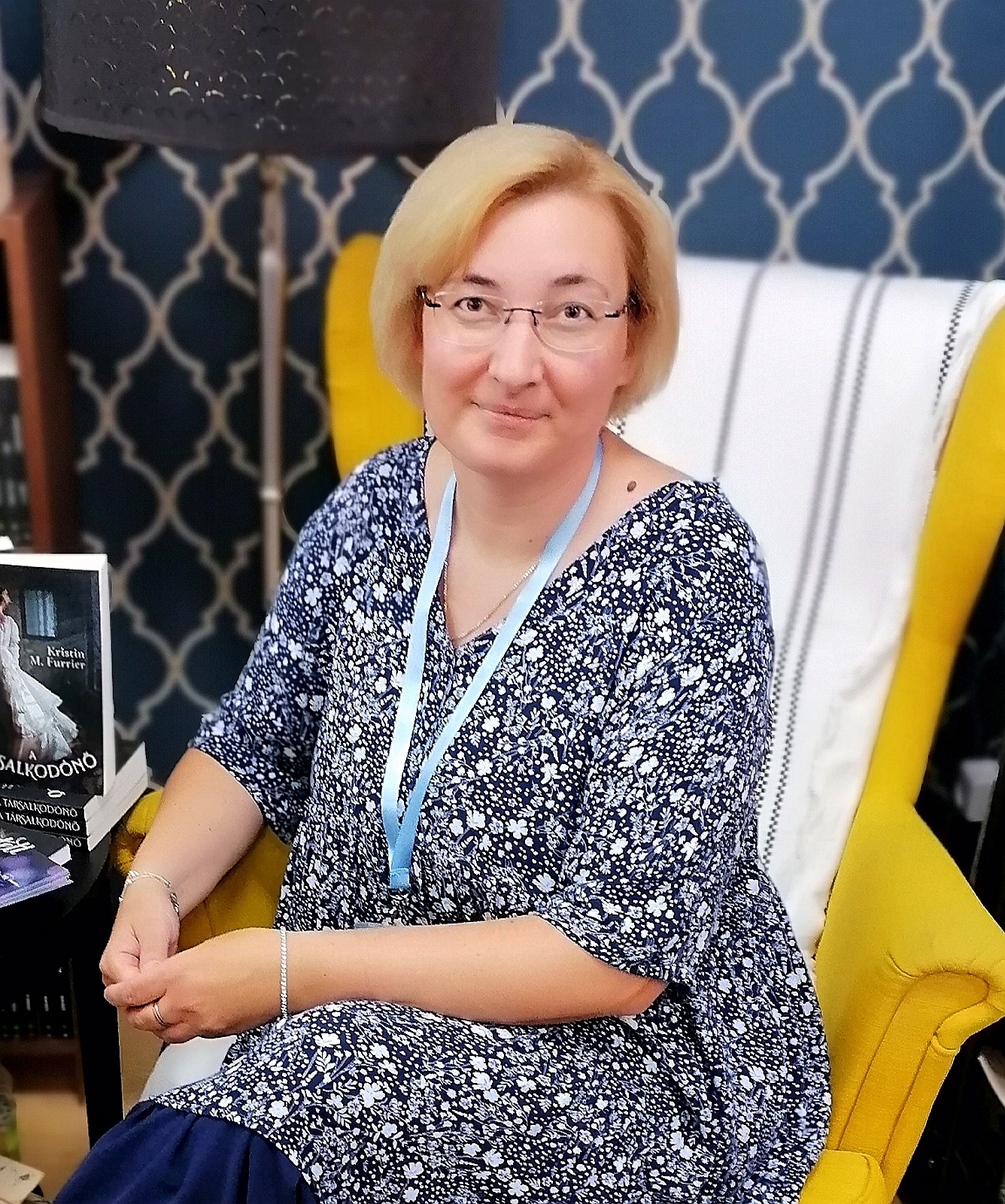
Kristin M. Furrier

## Élete
Az általános iskolát a szentesi Köztársaság Téri általános iskolában végezte el. Középiskolai tanulmányait a Zsoldos Ferenc Középiskola és Szakiskolában végezte. Majd a későbbiekben a Tessedik Sámuel Főiskolán tanult tovább, amit családi okok miatt nem fejezett be.

## Magánélete
Házas, három gyermek édesanyja. Férje Magyar János.

## Munkássága
Első publikációja 2006-ban a Lyra Irodalmi Antológiában volt. Könyveinek kiadása 2015-től kezdődött.
2024-ben megalapította a Tiszavirág Írótársaságot (Bacsa Zsófia írónővel).

## Művei
- Johanna – regény (2015 Underground kiadó, Bp.)[1]
- A kastély rejtélye – kisregény (2016 Underground kiadó, Bp.) (2023 Talentum House)[3][4]
- Johanna 2. A történet folytatódik – regény (2018 Underground kiadó, Bp.)
- Az üveggyémánt átka – regény (2020 Underground kiadó Hédervár) (2023 Talentum House)[5]
- Elvesztett múlt – regény (2021 NewLine kiadó, Bakháza)
- A társalkodónő (2022 NewLine, Bakháza)
- Joanne – A Hamilton kisasszonyok (2023 NewLine  kiadó, Bakháza)[6]
- Társalkodónő I-II. ( 2024 NewLine kiadó, Bakháza

### Antológiákban
- Karácsony kincse – novella (Lyra irodalmi antológia 2006. december, Pápa)
- Ritka barátság – novella (Lelkünkből szeretettel antológia 2021, Bakháza)
- Hagyomány – novella (Örökkék Merítés antológia 2023. Ózd)
- Kiposztolva – novella (Szó – Kincs antológia 2024.)

## Díjai
- Dugonics András Irodalmi Díj Ifjúsági kategória 4. hely 2021
- Dugonics András Irodalmi Díj Ifjúsági kategória 5. hely 2022
- Dugonics András Irodalmi Díj Romantikus kategória 5. hely 2023

## Médiaszereplések
- Kurca Tv interjú 2016 – Édes romantika a „Johanna” lapjain! Avagy miért ne írhatna regényt egy háziasszony? – YouTube [7]
- Szentes Tv interjú 2015 – Kristin M. Furrier interjú – YouTube[8]
- Kossuth rádió interjú 2016 – Kristin M Furrier interjú – YouTube[9]
- Kurca Tv interjú 2020 – Watch | Facebook[10]
- Szentes Tv interjú 2021 – Watch | Facebook[11]
- Szentes Tv interjú 2022 – (1) Facebook[12]